# 마산 전투
마산 전투는 6.25 전쟁 초기인 1950년 8월 5일부터 9월 19일까지 유엔군사령부와 조선민주주의인민공화국군 사이에서 벌어진 교전으로, 대한민국 남동부의 마산시와 낙동강 인근에서 일어났다. 이 전투는 낙동강 방어선 전투의 일부이며, 여러 대규모 교전 중 하나로 동시에 진행되었다. 한 달이 넘게 지속되었던 이 전투는 많은 수의 미국 육군(US) 병력이 조선인민군(KPA) 2개 사단의 계속되는 공격을 격퇴하면서 유엔군의 승리로 끝났다.
낙동강 방어선의 최남단에서 활동하던 미군 제25보병사단은 함안군과 인근 서북산에 주둔한 제24보병연대와 제5보병연대전투단, 그리고 도시 서쪽 남강을 따라 주둔한 제35보병연대를 중심으로 마산시 주변에 연대를 배치했다. 6주간 이어진 전투 내내 조선인민군의 제6사단과 제7사단은 유엔군을 돌파하고 부산을 공격하기 위해 제25사단의 연대를 공격했다.
마산에서 유엔군이 시도한 초기 반격은 조선인민군의 남진을 막는 데 그리 효과적이지 않았다. 이어진 전투에서 제35보병연대는 남강 전투에서 조선인민군을 격퇴하여 높은 평가를 받았다. 하지만 전투산 전투와 함안 전투에서 제24보병연대가 매우 좋지 않은 성과를 거두었고, 제25사단은 조선인민군의 공세에 맞서기 위해 예비군을 소집해야 했다.

## 배경

### 전쟁 발발
1950년 6월 25일 조선민주주의인민공화국의 대한민국 침공 이후, 유엔은 대한민국을 대신하여 병력을 파견하기로 결정했다. 이후 미국은 조선인민군의 침공을 저지하고 대한민국이 붕괴하는 것을 막기 위해 한반도에 지상군을 파견했다. 그러나 제2차 세계 대전 종료 5년 후, 극동 지역의 미군은 꾸준히 감소하고 있었고, 당시 가장 가까운 병력은 일본에 본부를 둔 제24보병사단이었다. 이 사단은 병력이 부족했고, 군비 지출 감소로 인해 대부분의 장비가 노후화되어 있었다. 그럼에도 불구하고 제24사단은 대한민국으로 파견 명령을 받았다.

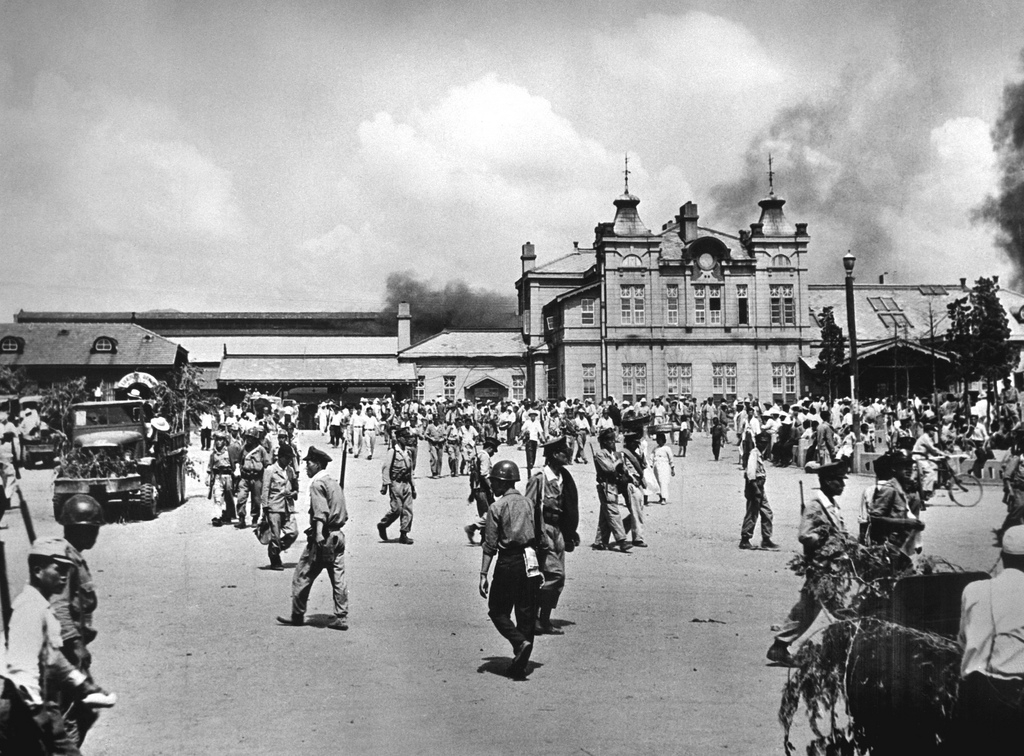
대전 전투 중 후퇴하는 미군

제24보병사단은 조선인민군의 초반 공세를 "충격"으로 받아내고, 증원군이 도착할 시간을 벌기 위해 훨씬 더 큰 조선인민군 부대를 지연시키는 임무를 띠고 한국에 파견된 최초의 미군 부대였다. 이 사단은 제1기병사단과 제7보병사단, 제25보병사단 및 다른 미국 제8군 지원 부대가 배치될 시간을 벌기 위해 조선인민군을 지연시키려 하면서 몇 주 동안 홀로 싸웠다. 제24보병사단 선발대는 7월 5일 조선인민군과 처음으로 맞닥뜨린 오산 전투에서 크게 패배했다. 그 패배 이후 한 달 동안 제24보병사단은 조치원, 천안, 평택 전투에서 수적 및 장비 우위를 점한 조선인민군에 의해 반복적으로 패배하고 남쪽으로 밀려났다. 이 사단은 대전 전투에서 최후의 저항을 벌여 거의 전멸했지만, 7월 20일까지 조선인민군을 지연시켰다. 그 무렵 미8군의 전투 병력은 해당 지역을 공격하는 조선인민군 병력과 거의 비슷했으며, 매일 새로운 유엔군 부대가 도착하고 있었다.

### 조선인민군의 진격
대전을 점령한 조선인민군은 낙동강 방어선을 포위하기 시작했다. 조선인민군 제4보병사단과 제6보병사단은 대규모 측면 공격으로 남쪽으로 진격했다. 두 사단은 유엔군의 좌측을 포위하려 했지만, 그 과정에서 병력이 매우 분산되었다. 그들은 전차와 우월한 병력을 앞세워 유엔군 진지를 공격하며 유엔군을 반복적으로 밀어붙였다.
미군은 마침내 한반도 남부 지역에서 일련의 교전 끝에 조선인민군의 진격을 멈췄다. 새로 한국에 도착한 제29보병연대 3대대 병력은 7월 27일 하동에서 조선인민군의 협동 기습 공격으로 전멸하여 부산 지역으로 가는 길목을 열어주었다. 얼마 지나지 않아 조선인민군은 서쪽의 진주시를 점령하여 미군 제19보병연대를 후퇴시켰고, 부산으로 향하는 더 많은 조선인민군 공격을 위한 길을 열어주었다. 이후 미군 부대는 8월 2일 노치 전투에서 측면의 조선인민군을 격파하고 밀어낼 수 있었다. 손실이 커지면서 서쪽의 조선인민군 병력은 재정비하고 증원군을 받기 위해 며칠 동안 후퇴했다. 이는 양측에 낙동강 방어선 공격을 준비할 시간을 주었다.

## 전투

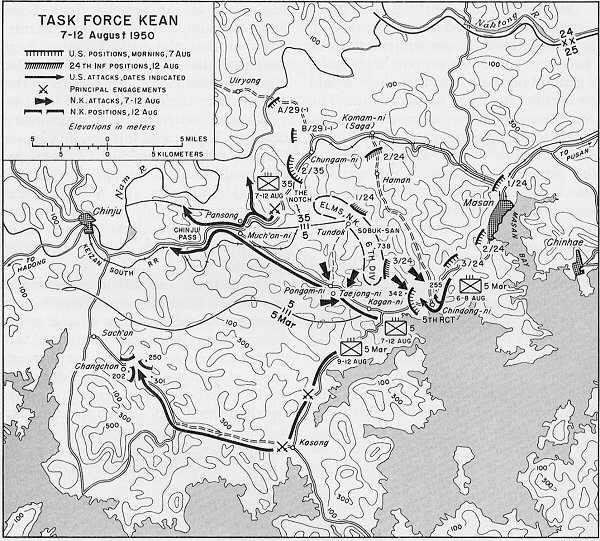
낙동강 방어선 전투 당시 마산 주변의 미군 및 조선인민군 움직임

### 킨 특수임무부대
월턴 워커 미국 육군 중장과 제8군은 8월에 유엔군이 수행할 첫 반격을 준비하기 시작했다. 이 반격은 마산 지역에 있는 미군 예비 부대가 조선인민군 제6사단으로부터 진주를 확보하는 공격으로 시작될 것이며, 중순에는 금강까지 더 큰 규모의 전반적인 진격이 이어질 것이었다. 워커의 목표 중 하나는 일부 조선인민군 부대를 남쪽으로 우회하게 하여 대구 지역에 집결했을 것으로 추정되는 조선인민군 병력을 분산시키는 것이었다. 8월 6일, 제8군은 미국 제25보병사단장 소장 윌리엄 B. 킨의 이름을 딴 킨 특수임무부대의 공격 작전 지침을 발표했다. 킨 특수임무부대는 제25사단(제27보병연대와 야전 포병대대 제외)에 제5보병연대전투단(제5RCT)과 제1임시해병여단이 배속되었다. 이들을 합치면 약 2만 명의 병력이었다. 공격 계획은 부대가 마산 근처에 주둔한 진지에서 서쪽으로 이동하여 진주 고개를 점령하고 남강까지 전선을 확보하는 것이었다. 그러나 이 공세는 제2보병사단 전체와 미군 전차 3개 대대의 도착에 달려 있었다.

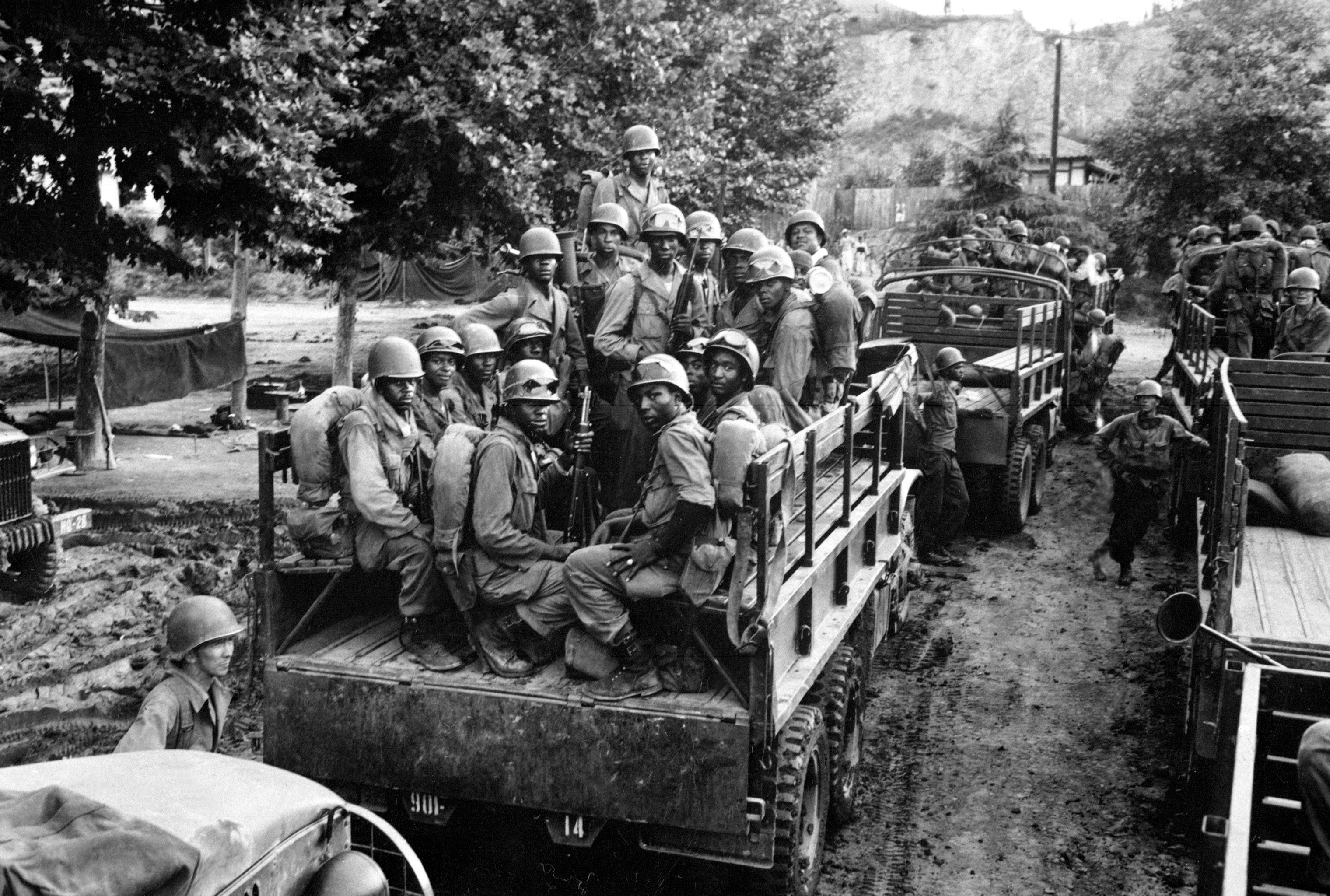
마산 전장으로 이동하는 제24보병연대 병력

킨 특수임무부대는 8월 7일 마산에서 공격을 시작했다. 도심으로 통하는 북쪽 길목이자 이전 전투가 벌어졌던 노치에서 제35보병연대는 500명의 조선인민군 보병을 만나 격파했다. 부대는 반송으로 진격하여 조선인민군에게 350명의 사상자를 더 입혔다. 그곳에서 그들은 조선인민군 제6사단 사령부를 점령했다. 그러나 특수임무부대의 나머지는 조선인민군의 저항으로 인해 진격이 늦어졌다. 킨 특수임무부대는 진동리 지역으로 계속 전진했고, 그 결과 분산된 병력이 효과를 유지하기 위해 공습과 공중 보급에 의존해야 하는 혼란스러운 전투가 벌어졌다. 킨 특수임무부대의 공세는 조선인민군 제6사단이 동시에 펼친 공세와 충돌했다.
이 지역에서 사흘간 격렬한 전투가 계속되었다. 8월 9일경, 킨 특수임무부대는 진주를 탈환할 태세였다. 공군의 지원을 받은 특수임무부대는 조선인민군의 저항이 거셌음에도 불구하고 처음에는 빠르게 진격했다. 8월 10일 해병대가 진격을 재개했고, 우연히 제105기갑사단 소속 조선인민군 제83기계화연대를 발견했다. 제1해병항공단의 F4U 코르세어 전투기들이 후퇴하는 종대를 반복적으로 기총소사하여 200명의 사상자를 내고 연대의 장비 차량 약 100대를 파괴했다. 그러나 제1임시해병여단 병력은 8월 12일 방어선 다른 곳에 재배치되기 위해 부대에서 철수했다. 킨 특수임무부대는 해군 및 야전 포병의 지원을 받으며 계속 전진하여 전동리 주변 지역을 점령했다. 그러나 미8군에서는 전선의 다른 곳, 특히 낙동강 돌출부에 사용하기 위해 여러 부대를 대구로 재배치할 것을 요청했다.
제25보병사단 병력 수송대를 계곡을 통해 이동시키려는 시도는 8월 10일 밤부터 11일 새벽까지 진흙탕에 빠져 지연되었고, 다음 날 아침 미군을 고지대에서 몰아낸 조선인민군에게 공격받았다. 혼란 속에서 조선인민군 전차는 도로를 봉쇄한 장애물을 뚫고 지원 포병 진지를 공격할 수 있었다. 기습 공격은 성공하여 제555야전포병대대와 제90야전포병대대의 대부분을 장비와 함께 전멸시켰다. 조선인민군과 미군 전차 모두 현장으로 몰려들었고 미 해병대 항공대는 계속해서 항공 엄호를 제공했지만, 양측 모두 서로에게 막대한 사상자를 입혔음에도 불구하고 큰 성과를 내지 못했다. 미군은 포병대가 전멸된 진지를 탈환하는 데 실패했고, 여러 차례 실패한 시도에서 수많은 사상자를 냈다. 나중에 조사한 결과, 이 지역이 다시 미군의 통제하에 들어왔을 때, 나중에 피의 협곡 학살로 알려진 사건에서 555야전포병대대원 55명과 90야전포병대대원 20명을 포함하여 75명의 시신이 처형된 채 발견되었다. 킨 특수임무부대는 진지를 유지하지 못하고 마산으로 후퇴할 수밖에 없었으며, 8월 14일에는 공세를 시작했을 때와 거의 같은 위치에 있었다.
킨 특수임무부대는 북쪽에서 조선인민군 병력을 분산시키려는 목표를 달성하지 못했으며, 진주 고개에 도달하려는 목표도 실패했다. 그러나 이 공세는 제25보병사단 병사들의 사기를 크게 높였고, 이후 전투에서 매우 뛰어난 성과를 보였다. 조선인민군 제6사단은 병력이 3,000~4,000명으로 줄어들어 안동에서 징집한 한국인으로 병력을 보충해야 했다. 이 지역에서의 전투는 남은 달 동안 계속되었다.

### 유엔군 전선 재편성
이후 워커는 킨이 지휘하는 미군 제25보병사단에게 마산 서쪽 낙동강 방어선 남쪽 측면에 방어 진지를 구축하라고 명령했다. 8월 15일경 제25보병사단은 이 진지에 배치되었다. 마산 서쪽의 험준한 지형은 진지 선택을 제한했다. 마산 서쪽의 산악 지대는 진주 고개 동쪽에서 처음으로 쉽게 방어할 수 있는 지형이었다. 서북산의 2,000피트 산등성이는 이 지역을 지배하고 마산 서쪽의 유일한 남북 통신 수단인 고암리-함안-진동리 도로를 보호했다.
고암리 북서쪽에는 남강을 따라 900피트 높이의 시비당산이 우뚝 솟아 있는 필봉의 험준한 지형이 있었다. 시비당산은 주변 지역을 관측하기에 훌륭한 관측 지점이었고, 고암리 지역에 배치된 미군 포병은 중암리 교차로를 차단할 수 있었다. 미군 제35보병연대는 제25보병사단 방어선의 북쪽 부분인 시비당-고암리에 진지를 구축했다. 제35연대 전선은 고암리 서쪽 2마일 지점에서 남강까지 이어졌고, 그 다음 남강을 따라 동쪽으로 낙동강과의 합류점까지 이어졌다. 이는 약 26,000야드에 달하는 긴 연대 전선으로, 연대에 일반적으로 할당되는 길이의 두 배였다.
제35보병연대 1대대는 고암리 서쪽 연대의 좌측을, 2대대는 남강을 따라 우측을 담당했다. 제1대대에서 재편성된 제3대대는 칠원 남쪽 도로에 예비 병력으로 배치되어 전선의 어느 곳으로든 신속하게 이동할 수 있었다. 남쪽에는 미군 제24보병연대가 있었고, 진동리 서쪽에는 제5보병연대전투단이 사단의 좌측에 있었다. 사단 명령에 따라 제5보병연대전투단은 처음에는 진동리 해안 도로 위쪽의 야반산까지의 지형만 방어했다. 그러나 킨은 곧 제5보병연대전투단이 제24보병연대와의 북쪽 간격을 메워야 한다고 결정했다. 제5보병연대전투단이 미국인 장교가 이끄는 100명의 한국군 병력을 서북산의 높은 경사면에 보냈을 때, 이미 그곳에 있던 조선인민군 병력은 그들을 격퇴했다. 킨은 제5보병연대전투단에게 이 지형을 점령하도록 명령했지만, 너무 늦었다.

### 조선인민군의 증강
한편, 조선인민군 제6사단은 공격을 계속하기 전에 증원군을 기다리라는 명령을 받았다. 북쪽에서 남쪽으로 사단은 제13, 제15, 제14연대를 보유하고 있었다. 첫 보충 병력은 8월 12일경 진주에 도착했다. 약 2,000명의 비무장 남한인들이 서울 지역에서 징집되어 8월 15일까지 사단에 합류했다. 진주에서 제6사단은 그들에게 수류탄을 지급하고 전장에서 사망하거나 부상당한 사람들의 무기를 주워야 한다고 말했다. 서울 지역에서 징집된 2,500명의 보충 병력이 8월 21일 제6사단에 합류하여 사단 병력은 약 8,500명에 달했다. 8월 마지막 주와 9월 첫째 주에는 남서한 지역에서 징집된 3,000명의 신병이 사단에 합류했다. 제6사단은 이 마지막 신병들을 처음에는 노동 작업에 사용했으며 나중에야 전투 병력으로 고용했다. 남한 징집병들은 종종 조선인민군 병력에 의해 강제로 집에서 끌려왔고, 대체로 사기가 매우 낮았다. 북한군은 그들이 전선의 약점이라는 것을 알았지만, 다른 방법으로는 병력을 확보할 수 없었다. 조선인민군은 징집병 대열 뒤에 후방 병력을 배치하여 탈영, 도주 또는 진지 항복을 시도하면 사살하겠다고 위협했다.
남쪽에서 조선인민군의 병력 증강의 일환으로, 훈련받지 않은 조선인민군 제7사단도 1만 명의 병력을 이끌고 마산 근처에 도착했다. 제7사단은 제6사단 후방에 대한 잠재적인 상륙 작전으로부터 제6사단을 보호하기 위해 주요 항구를 점령했다. 그러나 결국 이 사단은 다른 조선인민군 부대와 함께 전투에 투입되었다. 동시 공격으로 유엔군 전선을 압도할 수 있기를 기대했다.

### 조선인민군의 진격
8월 17일, 조선인민군은 공격을 재개했다. 조선인민군 병력 1개 대대는 대한민국 경찰을 통영에서 몰아냈지만 오래 점령하지 못했다. 유엔 해군 병력은 통영에 집중 포격을 가했고, 거제도에서 온 한국군 해병대 3개 중대가 통영 근처에 상륙했다. 이후 한국군은 조선인민군을 공격했고, 해군 포격의 지원을 받아 그들을 몰아냈다. 통영의 조선인민군은 약 350명의 병력을 잃었고, 생존자들은 진주로 후퇴했다.
증강된 조선인민군은 제25보병사단 방어선으로 진격하여 한 달 내내 계속될 일련의 정찰 공격을 시작했으며, 때로는 대대 규모에 달하기도 했다. 이러한 공격 대부분은 함안 서쪽의 높은 산, 전투산, 필봉, 서북산 지역에서 이루어졌다. 그곳에서 제6사단은 서쪽 깊이 패인 계곡에 있는 보급 및 집결 지역을 관측할 수 있는 유엔군이 점령한 모든 지형을 공격했다.

### 검암리 전투

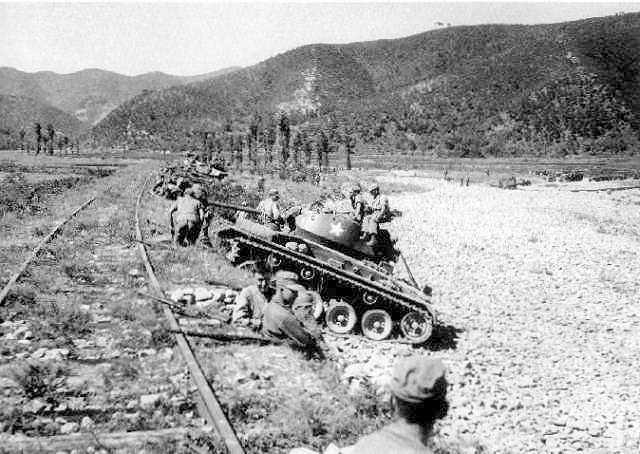
마산 근처에서 북한군 공격을 기다리는 M24 채피 경전차

조선인민군 제6사단은 공격의 축을 변경하고 주된 공격 노력을 진주-마산 회랑 북쪽, 즉 제35보병연대 지역의 남강 바로 아래로 옮겼다. 제35보병연대는 트립플레어로 전선을 가리려고 했지만, 트립플레어는 부족했고 점차 보충하는 것이 불가능해졌다. 조명탄도 부족했으며, 비축된 재고는 연대에 지급된 양의 약 20퍼센트만이 유효할 정도로 악화되었다. 심지어 사용하더라도 요청과 대포에 의한 전달 사이에 시간이 너무 길어 위협받는 지역이 밝아지기 전에 일부 조선인민군이 침투할 수 있었다.
제64야전포병대대는 제90야전포병대대 C포대와 제88중전차대대 A중대의 지원을 받았다. 검암리 진지에서 3대의 M4 셔먼 전차가 포병 역할을 하며 중암리에 사격 지원을 가했다. 유사한 방식으로 다른 6대의 M26 퍼싱 전차는 남강 건너 의령에 사격 지원을 가했다.
8월 17일 새벽, 조선인민군의 공격이 제35보병연대를 강타했다. 오전 3시부터 고암리의 1대대 지휘소에 조선인민군 포병 사격이 시작되었고, 한 시간 뒤 조선인민군 보병이 A중대를 공격하여 2개 소대를 진지에서 밀어내고 박격포 진지를 점령했다. 날이 밝자 B중대의 역습으로 잃었던 진지를 되찾았다. 이것은 고암리 서쪽 2마일 떨어진 시비당 남쪽 지류를 따라 1대대가 5일간 벌인 전투의 시작이었다. 조선인민군은 제35연대의 좌측을 우회하고 제25사단 전선을 분할하려 했다. 8월 18일 오전, A중대는 다시 조선인민군의 공격으로 진지를 잃었지만, 역습으로 다시 되찾았다. 한국 경찰 2개 중대가 대대 우측을 증원하기 위해 도착했다. 계속되는 조선인민군의 공격에 맞서 1대대를 지원하는 포병은 8월 19일 밤부터 20일 새벽까지 시간당 평균 200발을 발사했다.
이 전투가 3일 밤낮으로 계속된 후, 8월 20일 오전 제35보병연대 C중대와 제29보병연대 A중대가 고암리 도로를 따라 전진하여 시비당의 A중대와 B중대를 지원했다. 대규모 조선인민군 병력이 공격을 재개하기 위해 전진했다. 미군은 이 병력에 포격을 가하고 공습을 요청했다. 관측자들은 포격과 공습으로 약 350명의 조선인민군 병력이 사망했으며, 이는 공격 부대의 절반에 해당한다고 추정했다.
조선인민군은 같은 진지에 또 한 번 시도했다. 8월 22일 오전, 조선인민군 보병은 1대대에 매우 강력한 공격을 시작했다. 포병이나 박격포 지원 사격 없이 병력은 철조망을 잘라내고 소총과 수류탄으로 근접 공격을 가했다. 이 공격은 3개의 미군 중대를 공격했고 그 중 하나를 진지에서 몰아냈다. 3시간의 전투 후 A중대는 07:00에 역습하여 잃었던 진지를 되찾았다. 다음 날인 8월 23일, 이 지역에서 좌절한 조선인민군은 제35보병연대 지역에서 교전을 중단했다.

### 전투산 전투
함안 서쪽에 제24보병연대가 방어선을 구축한 이 고지대는 서북산 산악 지대의 일부였다. 서북산은 진동리 북서쪽 8마일, 함안 남서쪽 3마일 지점에 있는 2,400피트 높이의 필봉(힐 743이라고도 불림)에서 최고봉을 이룬다. 필봉에서 능선은 북서쪽으로 구부러져 1마일 떨어진 665번 언덕이라는 이름의 벌거벗은 봉우리에서 다시 솟아오르는데, 이 봉우리는 전투산으로 알려졌다. 미군 병사들은 때때로 이곳을 "네이팜 힐", "올드 볼디" 또는 "블러디 놉"이라고도 불렀다. 필봉과 전투산 사이의 능선은 병사들이 "바위 절벽(Rocky Crags)"이라고 부르는 바위 능선으로 좁아진다. 전투산에서 남강 쪽으로 북쪽으로 갈수록 지형은 두 개의 긴 산등성이로 가파르게 떨어진다. 그곳에서 싸운 병사들은 동쪽 산등성이를 그린 피크라고 불렀다.

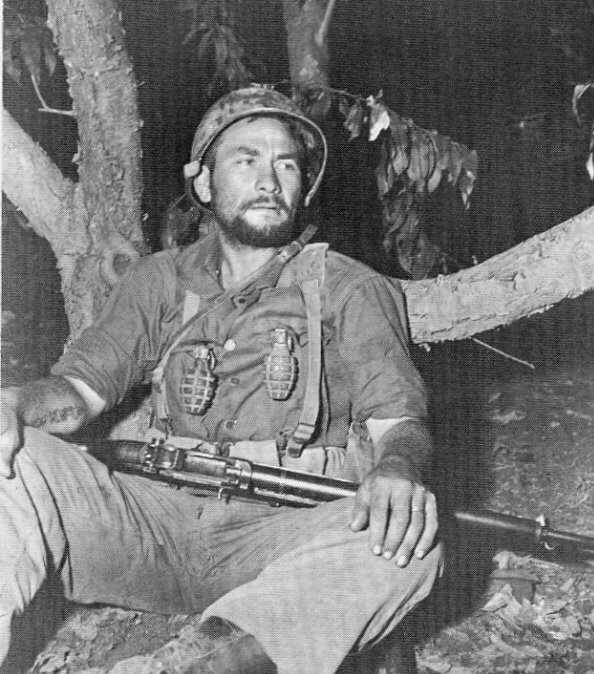
마산에서 31일간 전투 후 지친 제5보병연대전투단 군인이 쉬고 있다.

전투산과 필봉의 서쪽, 조선인민군 점령 지역 기슭에는 정상에서 1.25마일 떨어진 오곡과 둔덕 마을이 있었다. 이 마을들 바로 북쪽의 높은 고개를 가로질러 산길이 서쪽 경사면을 따라 전투산 정상까지의 중간 지점에 이르렀다. 이 도로는 조선인민군이 이 지역에서 공격을 개시하고 보급하는 데 유리했다. 오곡과 둔덕에서 전투산과 필봉 정상까지 이르는 길들이 있었다. 전투산 정상에서 관측자는 조선인민군 점령 계곡을 직접 내려다볼 수 있었다. 동시에 전투산에서 조선인민군은 동쪽 함안 계곡을 내려다보고 미군 제24보병연대 지휘소, 보급로, 포병 진지 및 접근로를 관측할 수 있었다. 전투산 정상을 점령한 쪽은 상대방의 후방 지역을 들여다볼 수 있었다. 양측 모두 전투산 정상을 점령하는 이점을 보고 6주간의 전투에서 쉬지 않고 그곳을 점령하기 위해 싸웠다.

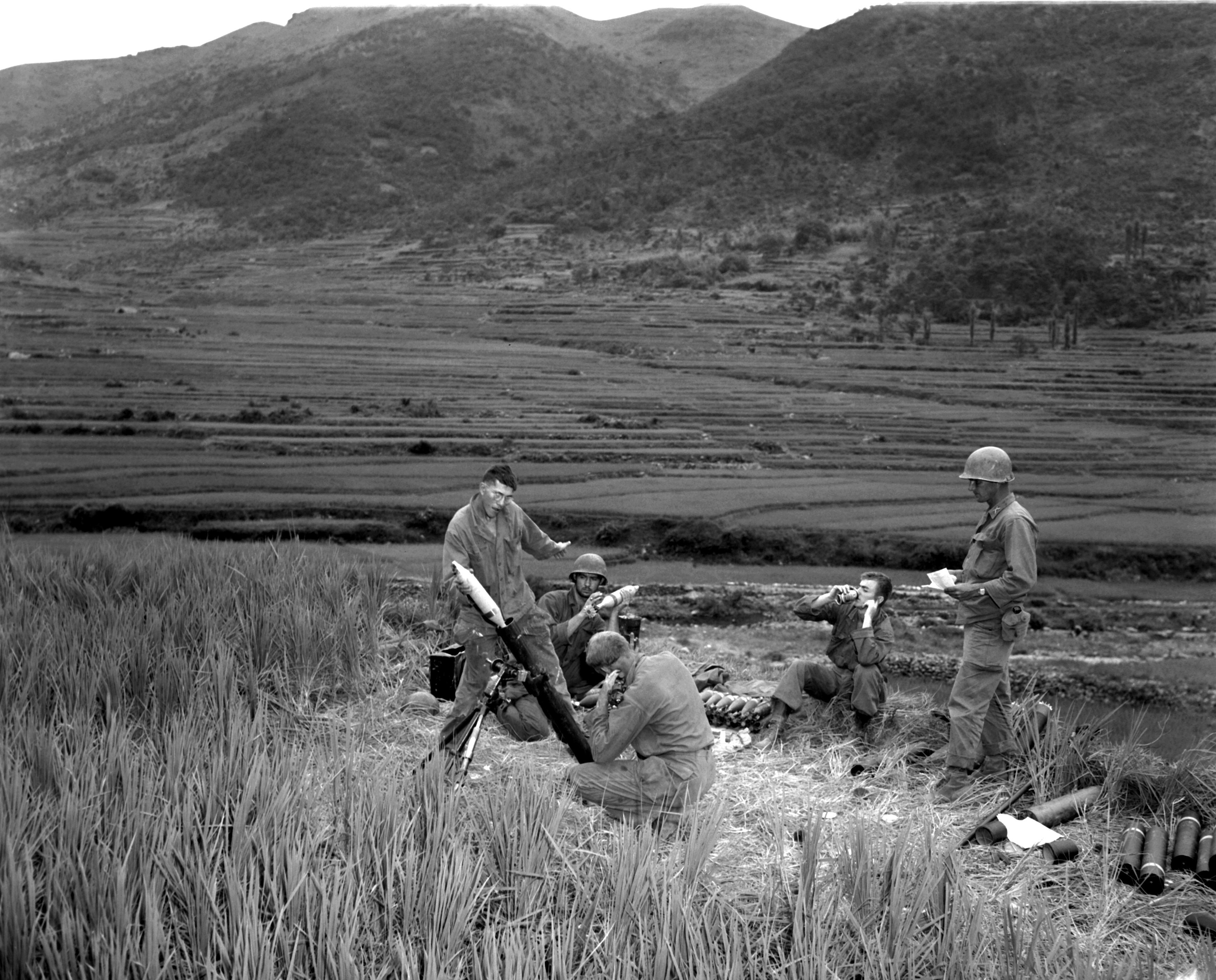
마산 서쪽에서 박격포를 운용하는 미 제5보병연대 병력

제24보병연대 산악 전선에 대한 첫 공격은 8월 18일 아침에 이루어졌는데, 조선인민군이 전투산 북쪽 지류의 E중대 여러 진지를 점령하고 중대장을 살해했다. 그날 중령 폴 F. 로버츠가 그곳에서 중령 조지 R. 콜의 뒤를 이어 제24보병연대 2대대장을 맡았다. 다음 날, 조선인민군은 전투산의 C중대를 공격하여 패주시켰다. 장교들은 겨우 40명의 병력을 모아 다시 진지로 데려올 수 있었다. 필봉의 많은 한국군 경찰도 전투에서 도주했고, 56명만이 방어 진지에 남았다. 미군 장교들은 위협과 물리력을 사용하여 다른 병사들을 다시 진지로 복귀시켰다. 이날 전투가 끝날 무렵 제24보병연대 전선에는 필봉 북쪽으로 1마일의 공백이 생겼고, 알 수 없는 수의 조선인민군이 그곳으로 이동하고 있었다.
8월 20일, 조선인민군 제6사단은 전투산 공격 노력을 강화하여 두 봉우리를 점령하기 위해 더 강력한 공격을 시작했다. 이러한 공격에 직면하여 C중대장과 약 25명의 병력을 제외한 C중대 전원이 전투산의 진지를 포기했다. 산 아래에 도착한 도주자들은 중대장이 사망하고 진지가 조선인민군에게 포위되어 점령되었다는 잘못된 보고를 했다. 이 잘못된 정보에 근거하여 미군 포병과 박격포는 C중대의 이전 진지에 집중 포격을 가했고, 전투폭격기들은 38회 출격하여 네이팜탄, 파편 폭탄, 로켓 및 기관총으로 전투산 정상에 공격을 가했다. 이 작전은 중대장과 남은 25명의 병력을 20시간 동안 지켜온 전투산에서 철수하게 만들었다. 조선인민군의 항복 요구를 거부한 후였다. E중대 1개 소대도 공격이 진행되자 약 10명의 병력을 제외하고 산의 진지를 떠났다. 연대 좌측에서는 서북산 K중대 진지의 한국군 정찰대가 조선인민군 제15연대 지휘관을 포로로 잡았지만, 그는 몇 분 뒤 탈출하려다 사망했다. 정찰대는 그의 시신에서 여러 정보 문서를 회수했다. 전투산과 필봉에서 이날 전투 중 조선인민군은 서북산의 제24보병연대 좌측의 한국군 경찰을 몰아냈다. 제24보병연대 병력은 계속해서 진지에서 이탈하여 장교들의 제자리에 있으라는 명령을 무시했다. 아프리카계 미국인과 백인 장교 모두 불복종에 분노하여 탈영병들을 고발하는 진술서를 작성했다. 상황이 너무 심각해서 진지를 지킨 병사들에게는 종종 동성훈장에 용맹장이 수여되었는데, 이는 그들이 전투에서 너무나 수적으로 열세였기 때문이었다.
전투산은 8월 내내 너무 자주 주인이 바뀌어서 정확한 횟수에 대한 합의는 없다. 제24보병연대 1대대 정보 병장은 봉우리가 19번 주인이 바뀌었다고 추정했다. 8월 18일부터 말일까지 조선인민군은 매일 밤 산을 공격했다. 봉우리는 24시간 내에 두세 번 주인이 바뀌는 경우가 많았다. 보통 조선인민군이 밤에 점령하고 미군 제24보병연대가 다음 날 탈환하는 식이었다. 이러한 변동적인 전투는 포병 전방 관측병과 그들의 장비에 상대적으로 높은 손실을 가져왔다. 8월 15일부터 31일까지 제159야전포병대대 관측 및 연락반 소속 전방 관측병 7명과 다른 8명이 사상자가 되었고, 이 과정에서 8개의 무선기, 11개의 전화기, 2대의 차량을 잃었다.
제24보병연대는 항상 같은 방식으로 전투산을 점령했다. 포병, 박격포, 전차 사격이 정상에 집중되었고 네이팜탄을 사용한 공습이 봉우리 전체를 뒤덮었다. 그리고 나서 보병은 정상 동쪽 경사면 아래의 언덕에서 공격했다. 지원 박격포는 사격 진지를 구축하고 보병이 정상 바로 아래 지점에 도착할 때까지 고지대에 포격을 가했다. 박격포 사격이 멈추자 보병은 빠르게 정상까지 마지막 구간을 올라갔고, 보통 그곳에서 조선인민군이 버리고 간 것을 발견했다.

### 9월 공세
1950년 8월 31일, 제25사단은 북쪽 낙동강에 걸친 남지리 다리에서 시작하여 강 남쪽 언덕을 서쪽으로 따라 남강과의 합류점까지 거의 30마일에 달하는 전선을 유지하고 있었다. 그 후 전선은 남강의 남쪽을 따라 서남쪽으로 굽어져 서북산 산악 지대가 북쪽 끝에서 강으로 이어지는 지점까지 이어졌다. 그곳에서 전선은 높아지는 지형을 따라 남쪽으로 시비당산까지 이어졌고, 그 남쪽 경사면을 통과하는 진주-마산 철도와 고속도로를 가로질러 전투산으로, 그리고 필봉까지 계속 남쪽으로 이어졌다. 필봉에서 전선은 진동리 근처의 남부 해안 도로까지 돌출된 능선을 따라 내려갔다. 미군 제35보병연대는 사단 전선의 북쪽 26,000야드를 남지리 다리에서 진주-마산 고속도로까지 담당했다. 연대는 고속도로를 책임졌다. 연대의 가장 취약한 지점은 서쪽 F중대 대부분과 동쪽 1소대 사이 낙동강을 따라 3마일의 간격이었다. 이 소대는 낙동강 건너 미군 제2보병사단과의 경계에 있는 사단의 극우측에 있는 남지리 캔틸레버 교량을 경비했다. 고속도로 남쪽에는 제24보병연대가 함안 서쪽의 고지대, 즉 전투산과 필봉을 점령했다. 대령 존 L. 스록모턴의 제5보병연대전투단은 서북산 남쪽 지류에서 진동리 해안 도로까지를 점령했다. 진동리에서 일부 한국 해병대 부대는 남쪽 해안까지 전선을 이어갔다. 킨 장군의 제25사단 지휘소는 마산에 있었고, 제35보병연대 지휘소는 칠원-중리 도로 동쪽에, 제24보병연대 지휘소는 함안에, 스록모턴의 제5보병연대 지휘소는 진동리에 있었다. 8월 31일경, 사단은 인력 부족에 시달렸고, 제한된 수의 카투사가 병력 보충을 위해 투입되었다.
8월 마지막 주에 실시된 항공 정찰은 미8군에게 낙동강 방어선 남부 지역의 미군 제2 및 제25사단 전선 반대편 후방에서 대규모 조선인민군 활동을 노출시켰다. 조선인민군은 제25사단 지역의 제35보병연대 전방에 남강을 가로지르는 3개의 새로운 수중 교량을 건설했다. 항공 폭격은 이 교량들을 일시적으로 부분적으로만 파괴했으며, 밤새 수리되었다. 미8군 정보부는 조선인민군이 낙동강 서쪽의 합천 지역에 미군 제2사단 맞은편에 1~2개의 새로운 사단과 약 20대의 전차를 이동시켰다고 평가했다. 그러나 미군 정보부는 이들 사단의 병력을 과대평가했다. 8월 28일 미8군 정보 장교는 대구-부산 철도와 고속도로를 끊고 마산을 점령하는 것을 목표로 한 제2사단 및 제25사단 전선에서 언제든지 총공세가 예상될 수 있다고 경고했다.
8월 31일 자정 직전, 조선인민군 제1군단은 유엔군 방어선을 돌파하고 부산을 점령하는 것을 목표로 낙동강 방어선 전역에서 동시 공격인 낙동강 대공세의 일부를 시작했다. 조선인민군 병사들은 잘 계획된 공격으로 여러 지점에서 낙동강 하류를 건넜다. 현풍 남쪽에서 해안까지, 미군 제2 및 제25사단 지역에서 조선인민군의 가장 큰 노력은 단일 대규모 동시 공격으로 강타했다.

### 함안 전투

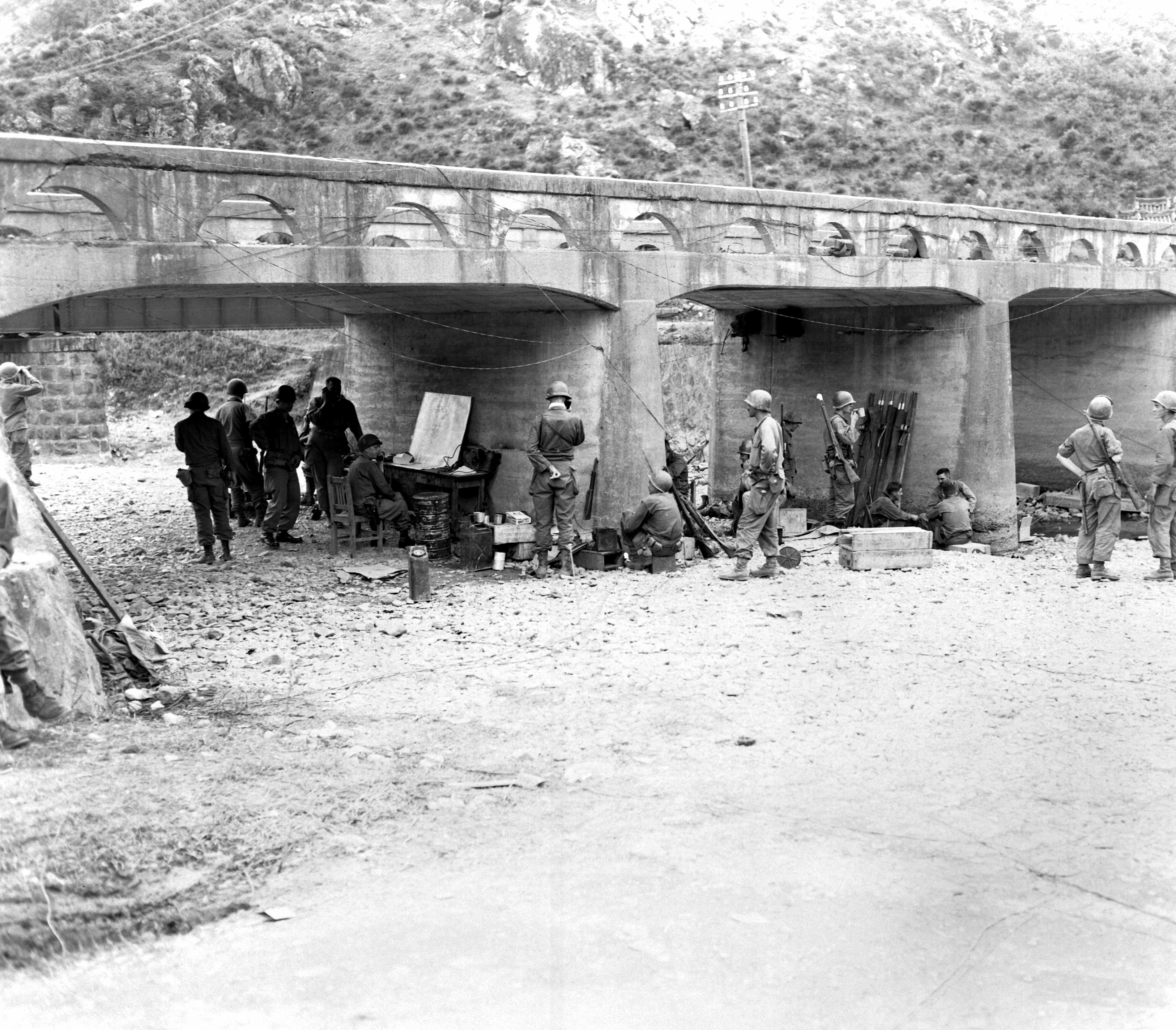
함안 근처 다리 아래에 있는 제27보병연대 지휘소.

제25사단 전선 중앙 좌측에서 중령 폴 F. 로버츠의 제24보병연대 2대대는 함안 서쪽 1마일 지점의 두 번째 능선 정상을 점령하고 있었다. 조선인민군 지역인 중암리에서 낮은 언덕의 경사면을 따라 그리고 논을 가로질러 함안으로 이어지는 보조 도로가 주요 진주-마산 도로 남쪽 1마일 지점에서 동쪽으로 이어졌다. 이 도로는 함안 서쪽 1마일 지점의 고개에서 로버츠의 2대대 진지를 통과했다. 8월 31일 늦은 오후, 제24보병연대 G중대 관측병들은 그들의 진지 앞 1마일 지점에서 활동을 포착했다. 그들은 황혼 무렵 이 지역을 타격하는 두 번의 공습을 요청했다. 미군 포병은 이 지역에 대규모 집중 포격을 가했지만, 이 포격의 효과는 알려지지 않았다. 전선의 모든 미군 부대는 조선인민군 공격 가능성에 대비하여 경계 태세를 취했다.
그날 밤 조선인민군은 전체 유엔군을 상대로 낙동강 대공세를 시작했다. 조선인민군 제6사단이 먼저 전진하여 중암리-함안 도로의 고개 북쪽 측면에 있는 F중대를 강타했다. 고개에 있던 한국군 병력은 진지를 떠나 남쪽의 G중대로 후퇴했다. 조선인민군은 고개에서 75mm 무반동총을 노획하여 미군 전차를 향해 발사하여 2대를 파괴했다. 그들은 고개 동쪽 끝의 82mm 박격포 진지를 점령했다. 고개 남쪽에서 새벽녘, 소위 휴스턴 M. 맥머레이는 자신의 소대에 배정된 69명 중 미군과 한국군 병력이 섞인 15명만이 남아 있다는 것을 발견했다. 조선인민군은 새벽에 이 진지를 공격했다. 그들은 철조망 경계선에 있는 구멍을 통해 들어왔는데, 그 구멍은 M1918 브라우닝 자동 소총을 든 병사가 지켜야 했지만 그는 도주했다. 수류탄을 던지고 PPSh-41 "따발총" 사격으로 지역을 휩쓸며 조선인민군은 빠르게 진지를 점령했다. 수많은 장교와 부사관이 병사들을 다시 전선으로 돌려보내려 했지만 그들은 명령을 따르지 않았다. 한 예로 한국군 병사들은 자신들의 중대장이 도주를 막으려 하자 그를 살해했다.

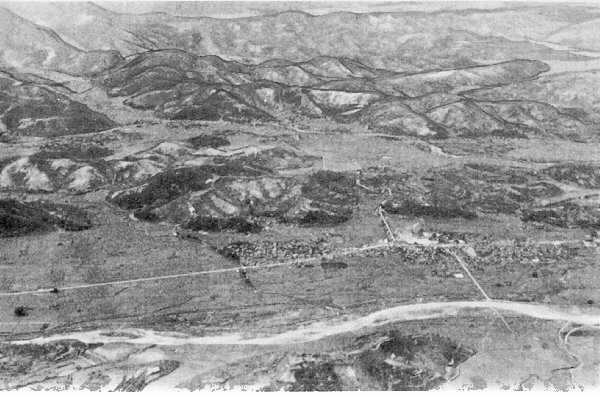
1950년 함안. 제24보병연대의 진지는 마을 서쪽(왼쪽) 능선에 있었다.

조선인민군의 공격이 시작된 직후, 제24보병연대 2대대 대부분이 진지를 이탈했다. 한 번에 한 중대씩, 대대는 전선 전체에 걸쳐 강력한 공격을 받았고, 각 중대에서 몇십 명을 제외하고는 각 편대가 빠르게 무너져 내렸으며, 대부분의 병사들이 장교들의 명령을 무시하고 함안으로 도주했다. 조선인민군은 무너지는 미군 전선을 빠르게 통과하여 2대대 지휘소를 점령하고, 그곳에서 여러 명을 사살하고 대대의 장비 대부분을 파괴했다. 2대대가 무너지면서 함안은 직접 공격에 노출되었다. 조선인민군이 함안을 포위하자 2대대장 로버츠는 한 장교에게 대대 잔여 병력을 이끌고 마을 남쪽 끝에 도로 차단선을 구축하라고 명령했다. 장교는 많은 병사들에게 동행을 지시했지만, 겨우 8명만이 따랐다. 2대대는 더 이상 효과적인 전투 병력이 아니었다. 일부 병사들은 제자리에 남아 격렬하게 싸웠지만, 대다수는 공격을 받자마자 도주했고, 조선인민군은 불균등한 저항을 피해 움직일 수 있었다. 그들은 2대대가 혼란에 빠져 무너지자 함안을 포위했다.
조선인민군의 공격이 2대대를 돌파하자, 1대대장은 함안 남쪽 3마일 지점의 진동리 도로에 있는 자신의 부대에 반격하여 전선을 복구하라고 명령했다. 로버츠는 이 반격에 합류할 수 있는 2대대의 흩어진 병력 40명을 모두 모아 07시 30분에 출발했다. 조선인민군과 접촉하자 1대대는 무너져 후방으로 도주했다. 그리하여 날이 밝은 직후, 흩어지고 혼란에 빠진 제24보병연대 1대대와 2대대 병사들은 함안 동쪽 2마일 지점의 고지대로 도주했다. 이제 도시를 점령하고 유지하게 된 조선인민군 제6사단 2개 연대의 대부분이 함안 틈새로 쏟아져 들어갔다.
9월 1일 14시 45분, 킨은 제24보병연대 진지를 복구하기 위한 즉각적인 반격을 명령했다. 30분 동안 미국 공군 항공기들이 함안 주변의 조선인민군 진지를 폭탄, 네이팜탄, 로켓, 기관총 사격으로 강타했다. 그들은 또한 마을 주변의 조선인민군 점령 능선을 공격했다. 이어서 15분간 집중 포격이 이어졌다. 함안에는 화재가 번졌다. 3대대 보병은 16시 30분에 서쪽으로 공격을 시작했고, 제79전차대대 A중대 전차 소대의 증원을 받았다. 보병을 태운 8대의 전차가 함안으로 공격을 선도하여, 대부분의 조선인민군 병력이 도시를 버렸기 때문에 쉽게 도시를 점령했다. 조선인민군은 마을 서쪽의 능선을 강력하게 점령하고 있었고, 그들의 기관총 사격은 모든 접근로를 휩쓸어 전차 1대를 파괴하고 공격하는 보병은 막대한 사상자를 입었다. 그러나 대대는 공격을 계속하여 18시 25분에는 함안 서쪽 500야드 지점의 첫 긴 능선을 점령했다. 20시에는 함안 서쪽 1마일 지점의 더 높은 능선의 오래된 전투 진지의 절반을 확보했다. 능선의 나머지 부분의 정상에서 겨우 200야드 남짓 떨어진 곳에서 보병은 밤을 위해 참호를 팠다. 그들은 함안을 탈환하고 제24보병연대의 옛 진지로 밀고 들어가고 있었다.
조선인민군은 다음 주 내내 함안을 매일 공격했다. 9월 7일 조선인민군 침투를 격퇴한 후, 함안 공격은 교착 상태에 빠졌다. 보급 및 인력 부족에 시달리던 조선인민군은 전투산의 제24보병연대 진지와 남강의 제35보병연대 진지에 대한 공격에 더 집중했다. 함안의 제24보병연대 병사들은 9월 18일까지 정찰 공격만 마주쳤다.

### 남강 전투
한편, 조선인민군 제7사단 병력은 모든 노력을 미군 제35보병연대 전선 공격에 집중했다. 8월 31일 23시 30분, 남강 건너편에서 온 조선인민군 SU-76 자주포가 강을 내려다보는 제35보병연대 G중대 진지에 포탄을 발사했다. 몇 분 안에 조선인민군 포병은 남지리 다리 서쪽의 연대 전선 소총 중대 전체를 공격했다. 이 포격의 엄호 아래, 증강된 조선인민군 제7사단 연대는 남강을 건너 제35보병연대 F중대와 G중대를 공격했다. 다른 조선인민군 병사들은 고암리 북쪽 논지대 앞, 그리고 강변을 지키는 중령 존 L. 윌킨스 주니어의 2대대와 남강에서 시비당산 및 진주-마산 고속도로까지 이어지는 언덕 선을 지키는 중령 버나드 G. 티터의 1대대 사이의 경계 근처에 있는 수중 다리를 건너 남강을 건넜다. 제35보병연대는 장비와 증원군 부족에 직면했지만, 공격에 대비했다.

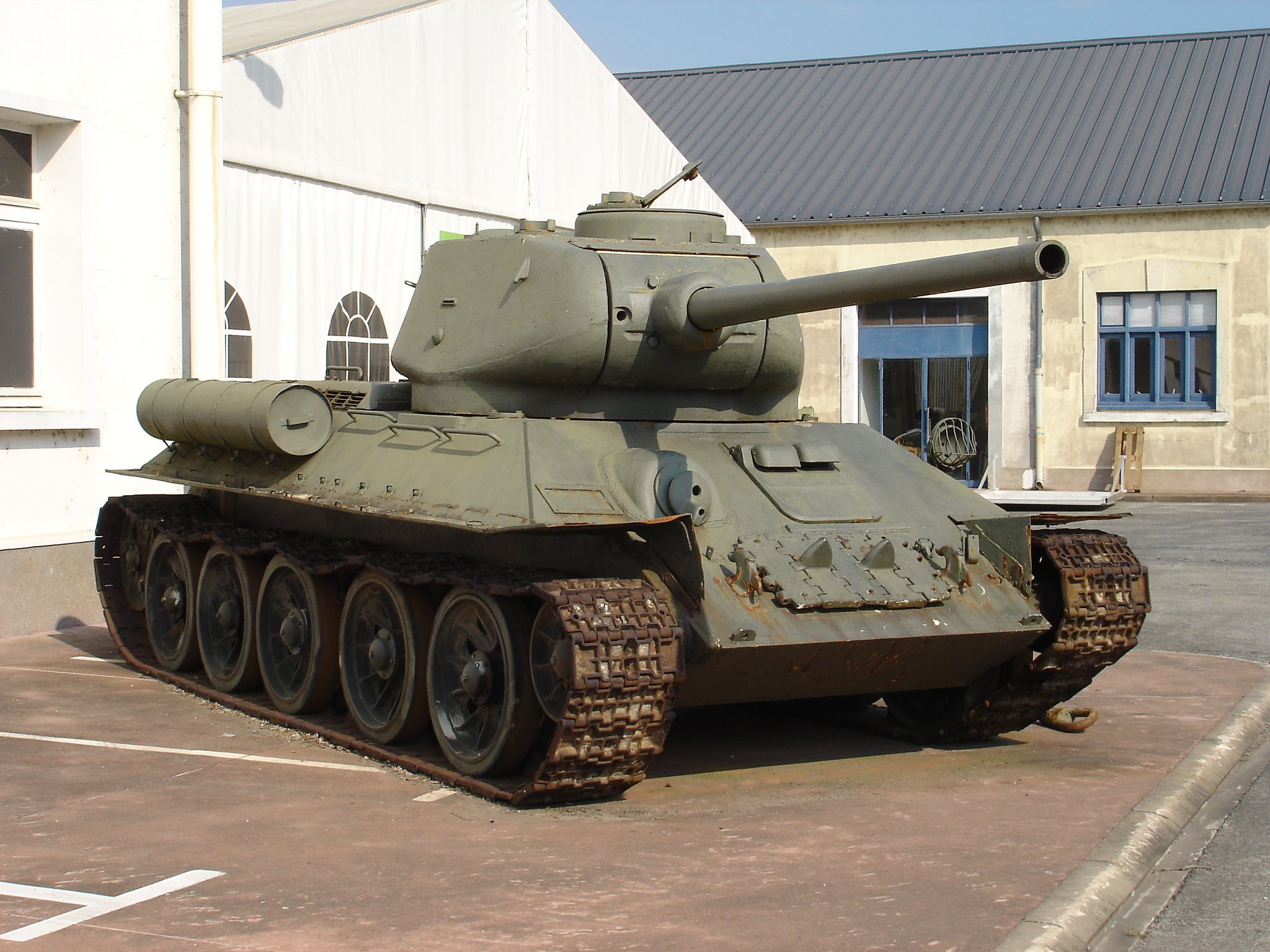
이것과 같은 T-34 전차는 1950년 조선인민군의 표준 장갑차였으며 마산에서도 존재했다.

강 나루터 건너편에 있는 이 두 대대 사이의 낮은 지대에 제35보병연대장은 300명의 한국 경찰을 배치하여 나머지 병력에게 경고 역할을 할 만큼 충분히 오래 버텨주기를 기대했다. 옆 언덕의 총들은 낮은 지대를 사격으로 엄호할 수 있었다. 고암리 후방에는 대령 피셔가 조선인민군 침투를 막기 위해 3대대를 반격에 사용할 준비를 하고 있었다. 예상치 못하게, 나루터 근처의 한국 경찰 중대는 첫 조선인민군 사격에 흩어졌다. 00시 30분, 조선인민군 병력은 전선의 이 구멍을 통해 쏟아져 들어왔고, 일부는 왼쪽으로 돌아서 G중대의 측면과 후방을 공격했고, 다른 일부는 오른쪽으로 돌아서 고암리 도로 서쪽의 돌출된 지점에 있는 C중대를 공격했다. 정찰 소대와 C, D중대 일부는 고암리 북쪽 끝의 둑을 따라 방어선을 형성했으며, 새벽에 미군 전차가 합류했다. 그러나 조선인민군은 피셔 대령이 예상했던 것처럼 강 남쪽 4마일 지점의 고암리 도로 분기점으로 향하지 않고, 대신 동쪽으로 2대대 뒤편 언덕으로 향했다.
9월 1일 새벽, C중대 본부 병력으로 구성된 전차 선두 구호 부대가 시비당산으로 가는 길을 뚫고 B중대 2소대에 탄약을 보급하여 제때 또 다른 조선인민군 공격을 격퇴할 수 있었고, 77명을 사살하고 21명을 포로로 잡았다. 피셔의 제35보병연대는 G중대 선두 소대의 진지를 제외한 모든 원래 진지를 유지했지만, 3,000명의 조선인민군 병력이 전선 후방에 침투해 있었다. 가장 동쪽으로 깊숙이 침투한 병력은 칠원 바로 남쪽의 고지대에 도달하여 그곳의 남북 도로를 내려다보고 있었다.

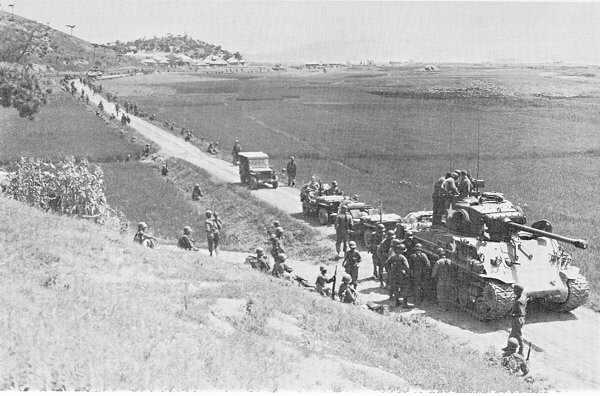
제27보병연대 2대대 병력은 탈환된 공병 도로를 따라 이동하고 있다.

오후 중반이 되자 킨은 상황이 너무 위험하다고 판단하여 제27보병연대 2대대에게 제35보병연대 후방을 공격하도록 명령했다. 사단 포병대 대부분이 조선인민군 보병의 직접적인 공격을 받고 있었다. 9월 1일 오전에 조선인민군 제7사단 병력이 공격했을 때, 그들이 처음 마주친 미군 부대는 간격 북쪽 어깨에 있는 제35보병연대 G중대였다. 일부 조선인민군 부대는 G중대를 공격하기 위해 떨어져 나갔고, 다른 부대들은 그곳에서 하류로 2마일 떨어진 E중대와 교전했으며, 또 다른 부대들은 남지리 다리를 지키는 F중대 1소대까지 흩어진 F중대 부대들을 공격했다. 그곳에서 제25사단 최우측 flank에서 이 소대는 격렬한 전투 끝에 조선인민군 병력을 격퇴했다. 9월 2일경, E중대는 격렬한 전투에서 조선인민군 1개 대대 대부분을 섬멸했다.
제35보병연대 전선 후방에서는 다음 주 내내 치열하고 혼란스러운 전투가 계속되었다. 고립된 대대, 중대, 소대들은 상급 부대의 통제와 도움 없이 독자적으로 싸웠으며, 많은 부대들은 공중 보급에 의존했다. 공중 보급은 또한 전선 부대에 도달하려는 구원군에게도 보급을 제공했다. 전차와 장갑차는 식량과 탄약 보급품을 싣고 고립된 부대로 이동했으며, 귀환 시에는 중상자를 실어 날랐다. 일반적으로 제35보병연대는 원래의 전투선 진지에서 싸웠고, 처음에는 1개 대대, 나중에는 2개 대대의 제27보병연대가 후방 지역에서 활동하는 약 3,000명의 조선인민군을 뚫고 진격했다.
9월 5일 이후 제25사단은 전반적으로 훨씬 적은 압력을 받았지만, 여전히 심각한 국지적 공격이 있었다. 9월 8일과 9일에 폭우로 남강과 낙동강 수위가 상승하여 새로운 도하의 위험을 줄였다. 그러나 제35보병연대 2대대에 대한 조선인민군 공격은 매일 밤 발생했다. 그들이 보호해야 할 주요 목표 중 하나인 남지리 다리로 가는 접근로는 지뢰가 매설되었다. 한때 그 지역에는 약 100구의 조선인민군 시신이 널려 있었다. 9월 9일부터 16일까지 제35보병연대 전선에 대한 제한적인 공격이 있었지만, 조선인민군의 기세는 대부분 꺾였고, 연대에 대한 강력한 공격을 다시는 감행할 수 없었다.

### 마산 민간인 대피
마산의 민간인들은 유엔군에게 예상치 못한 위험한 문제를 제기했다. 이 도시에는 공산주의 동조자와 요원들의 큰 공동체가 있었다. 조선인민군 공세가 절정에 달했을 때, 코리아프레스협회 마산 지점장 한금조는 자신이 마산의 남조선로동당 책임자이며 부산 본부를 통해 조선인민군에게 정보를 흘려보냈다고 고백했다. 또한, 마산 교도소 교도관장은 그가 자신의 부하 7명을 포함하는 공산주의 세포의 수장이라는 사실이 밝혀졌다. 이러한 정보와 다른 방첩 정보는 가장 치열한 전투가 불과 몇 마일 떨어진 곳에서 진행되는 시점에 드러났다. 킨은 상황이 너무 위험하다고 판단하여 경찰, 공무원, 철도 및 유틸리티 근로자, 그리고 필수 노동자와 그 가족을 제외한 모든 사람들을 마산에서 대피시키도록 명령했다. 대피는 5일 안에 완료되어야 했다. 9월 10일과 11일 이틀 동안만 제25사단은 LST로 마산에서 12,000명 이상의 사람들을 대피시켰다.

### 조선인민군의 후퇴

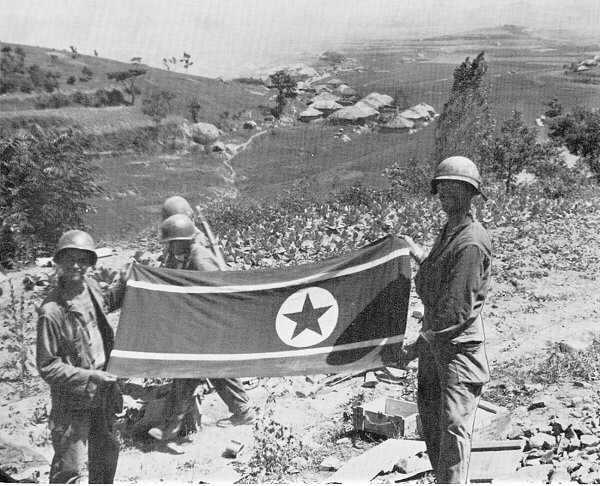
미 제35보병연대 병사들이 남강을 따라 노획한 북한 국기를 들고 있다.

유엔군의 인천 상륙 작전은 조선인민군 전선을 붕괴시키고 모든 전선에서 후퇴하도록 강요했다. 9월 16일 미8군은 낙동강 방어선에서 돌파 작전을 시작했지만, 제25보병사단은 여전히 후방에서 조선인민군과 싸우고 있었고, 전투산, 필봉, 서북산 고지대에는 조선인민군 거점이 존재했다. 킨은 사단 전선 중앙의 산악 지대가 정리되어야만 사단이 진주 방향으로 도로를 따라 진격할 수 있다고 생각했다. 따라서 그는 제25사단의 진격의 핵심은 조선인민군이 고지대를 점령하고 제24보병연대를 매일 공격하는 사단 중앙에 있다고 믿었다. 좌측의 제27보병연대와 우측의 제35보병연대는 진주와 마산 사이의 도로를 따라 진지를 유지하고 있었고, 제24보병연대 전방 상황이 개선될 때까지 진격할 수 없었다.
9월 19일 유엔군은 조선인민군이 밤중에 전투산을 버리고 떠났다는 것을 발견했고, 제24보병연대 1대대가 전진하여 점령했다. 우측에서는 제35보병연대가 전진하기 시작했다. 숨어 있던 조선인민군 병사들이 거미굴에서 1대대 병사들을 후방에서 사격할 때까지는 경미한 저항만 있었다. 다음 날 1대대는 중암리를 점령했고, 2대대는 그곳에서 남강까지 이어지는 긴 능선을 점령했다. 한편, 조선인민군은 여전히 제27보병연대가 전진하려 애쓰는 사단 좌측에 강력한 저항을 가하고 있었다.
조선인민군은 9월 18일 밤부터 19일 새벽까지 마산 지역에서 철수했다. 조선인민군 제7사단은 남강 남쪽에서 철수했고, 제6사단은 전선을 완전히 엄호하기 위해 병력을 측면으로 이동시켰다. 제6사단의 엄호 아래, 제7사단은 9월 19일 아침까지 남강 북쪽으로 건너갔다. 그리고 조선인민군 제6사단은 서북산의 진지에서 철수했다. 미군 부대는 북쪽으로 빠르게 추격하여 더 이상 전략적으로 중요하지 않은 전투산 진지를 통과했다.

## 결과
미군 제5보병연대전투단은 낙동강 방어선 전투 중, 대부분 마산에서 전투를 치르며 전사 269명, 부상 573명, 실종 4명의 손실을 입었다. 제25보병사단은 전투 중 전사 650명, 부상 1,866명, 포로 4명, 실종 10명의 손실을 입었다. 마산 전장에서 사단의 돌파 공격 중 추가로 전사 138명, 부상 646명, 포로 2명이 발생했다.
조선인민군은 전투에서 막대한 피해를 입었고, 대부분은 공격 중에 사상자가 되었다. 9월 중순까지 조선인민군 제7사단은 병력이 4,000명으로 줄어들어 방어선 투입 당시 6,000명을 잃었다. 조선인민군 제6사단은 겨우 2,000명만이 북한으로 돌아왔으며, 이는 병력의 80% 손실이었다. 북한으로 돌아가려던 사단 병력 중 대규모 병력, 최대 3,000명의 병사들이 포로로 잡혔다. 20,000명 이상의 공격 병력은 마산 전투가 끝날 무렵 겨우 6,000명으로 줄어들었다.
마산 주변 진지는 낙동강 방어선 전투 6주 내내 치열한 교착 상태에 놓여 있었다. 양측 모두 철수를 강요하기 위해 여러 차례 공세를 시도했지만, 조선인민군은 유엔군 방어선을 뚫지 못했고, 유엔군은 조선인민군을 압도하여 철수하도록 강요할 수 없었다. 전투 자체는 전술적으로 무승부였는데, 양측 모두 상대방을 결정적으로 격파하지 못했기 때문이다. 그러나 유엔군 부대는 조선인민군이 더 동쪽으로 진격하여 부산을 위협하는 것을 막는 전략적 목표를 달성했다. 대신 그들은 인천 상륙 작전까지 반복되는 공격에 맞서 전선을 유지할 수 있었고, 따라서 이후 교전에서 조선인민군을 격파하는 데 성공했다.
탈영은 사실상 인종 분리된 부대인 제24보병연대에게 계속해서 문제였다. 집계된 통계에 따르면 제25보병사단은 8월 한 달 동안 제24보병연대에서 116명의 탈영병을 구금해야 했지만, 제27보병연대에서는 15명, 제35보병연대에서는 12명에 불과했다. 이 연대는 이미 몇 주 전 상주 전투에서 부진한 성과로 비난받은 바 있었다. 8월 말, 킨은 이 부대의 행동을 조사하기 시작했고, 그들의 부진한 성과가 사단의 다른 부대에도 영향을 미치기 시작하고 있다는 것을 발견했다. 킨은 이 연대를 전선의 약한 고리라고 생각했고, 전투산과 함안 전투에서의 부진한 성과 이후 워커에게 연대를 해체하고 그 병사들을 야전의 다른 부대에 보충병으로 사용하자고 제안했다. 연대의 거의 모든 장교와 사병이 이 아이디어를 지지했지만, 워커는 연대를 잃을 여유가 없다고 생각하여 거절했다. 반대로 제35보병연대는 금강선에서의 행동으로 널리 칭찬받았다. 이 연대는 북한군을 격퇴하는 데 너무 잘 싸워서 킨은 연대를 대통령 부대 표창에 추천했다.

### 인용
1. ↑  Varhola 2000, 3쪽
2. 1 2  Alexander 2003, 52쪽
3. ↑  Catchpole 2001, 15쪽
4. ↑  Varhola 2000, 4쪽
5. ↑  Alexander 2003, 90쪽
6. ↑  Alexander 2003, 105쪽
7. ↑  Fehrenbach 2001, 103쪽
8. ↑  Appleman 1998, 222쪽
9. ↑  Appleman 1998, 221쪽
10. ↑  Alexander 2003, 114쪽
11. 1 2  Catchpole 2001, 24쪽
12. 1 2  Catchpole 2001, 25쪽
13. ↑  Appleman 1998, 247쪽
14. ↑  Appleman 1998, 126쪽
15. ↑  Appleman 1998, 265쪽
16. ↑  Appleman 1998, 267쪽
17. ↑  Appleman 1998, 269쪽
18. ↑  Appleman 1998, 127쪽
19. ↑  Alexander 2003, 128쪽
20. ↑  Appleman 1998, 270쪽
21. ↑  Appleman 1998, 271쪽
22. ↑  Appleman 1998, 272쪽
23. 1 2  Fehrenbach 2001, 127쪽
24. ↑  Appleman 1998, 273쪽
25. ↑  Appleman 1998, 274쪽
26. ↑  Alexander 2003, 129쪽
27. ↑  Alexander 2003, 130쪽
28. ↑  Appleman 1998, 275쪽
29. 1 2 3  Appleman 1998, 276쪽
30. ↑  Appleman 1998, 277쪽
31. ↑  Appleman 1998, 281쪽
32. ↑  Appleman 1998, 282쪽
33. ↑  Appleman 1998, 283쪽
34. ↑  Appleman 1998, 284쪽
35. 1 2  Alexander 2003, 131쪽
36. ↑  Appleman 1998, 285쪽
37. ↑  Appleman 1998, 286쪽
38. ↑  Appleman 1998, 287쪽
39. ↑  Appleman 1998, 288쪽
40. 1 2 3  Alexander 2003, 132쪽
41. 1 2 3 4 5 6 7  Bowers, Hammong & MacGarrigle 2005, 145쪽
42. ↑  Appleman 1998, 365쪽
43. 1 2 3 4 5 6 7 8 9  Appleman 1998, 366쪽
44. 1 2  Hastings 1988, 97쪽
45. 1 2 3  Bowers, Hammong & MacGarrigle 2005, 147쪽
46. 1 2 3 4 5  Appleman 1998, 367쪽
47. 1 2 3 4 5  Appleman 1998, 369쪽
48. 1 2 3  Bowers, Hammong & MacGarrigle 2005, 148쪽
49. 1 2  Appleman 1998, 370쪽
50. 1 2  Bowers, Hammong & MacGarrigle 2005, 149쪽
51. 1 2  Appleman 1998, 371쪽
52. ↑  Bowers, Hammong & MacGarrigle 2005, 150쪽
53. 1 2  Appleman 1998, 375쪽
54. ↑  Appleman 1998, 374쪽
55. ↑  Bowers, Hammong & MacGarrigle 2005, 146쪽
56. 1 2 3  Appleman 1998, 439쪽
57. ↑  Bowers, Hammong & MacGarrigle 2005, 160쪽
58. 1 2 3 4  Bowers, Hammong & MacGarrigle 2005, 157쪽
59. 1 2 3  Appleman 1998, 437쪽
60. 1 2 3 4 5  Bowers, Hammong & MacGarrigle 2005, 162쪽
61. 1 2 3  Appleman 1998, 440쪽
62. 1 2 3  Bowers, Hammong & MacGarrigle 2005, 163쪽
63. 1 2 3 4  Appleman 1998, 441쪽
64. 1 2  Alexander 2003, 181쪽
65. ↑  Bowers, Hammong & MacGarrigle 2005, 164쪽
66. ↑  Bowers, Hammong & MacGarrigle 2005, 167쪽
67. ↑  Bowers, Hammong & MacGarrigle 2005, 165쪽
68. ↑  Bowers, Hammong & MacGarrigle 2005, 169쪽
69. ↑  Alexander 2003, 184쪽
70. 1 2 3 4  Alexander 2003, 183쪽
71. ↑  Appleman 1998, 480쪽
72. ↑  Bowers, Hammong & MacGarrigle 2005, 175쪽
73. 1 2 3 4  Appleman 1998, 442쪽
74. ↑  Bowers, Hammong & MacGarrigle 2005, 158쪽
75. ↑  Bowers, Hammong & MacGarrigle 2005, 159쪽
76. 1 2  Appleman 1998, 443쪽
77. 1 2  Appleman 1998, 472쪽
78. 1 2  Bowers, Hammong & MacGarrigle 2005, 177쪽
79. ↑  Appleman 1998, 477쪽
80. ↑  Appleman 1998, 479쪽
81. ↑  Bowers, Hammong & MacGarrigle 2005, 176쪽
82. ↑  Appleman 1998, 478쪽
83. ↑  Appleman 1998, 568쪽
84. ↑  Appleman 1998, 569쪽
85. ↑  Bowers, Hammong & MacGarrigle 2005, 179쪽
86. 1 2 3  Appleman 1998, 570쪽
87. 1 2  Bowers, Hammong & MacGarrigle 2005, 180쪽
88. ↑  Ecker 2004, 31쪽
89. ↑  Ecker 2004, 29쪽
90. ↑  Ecker 2004, 39쪽
91. ↑  Appleman 1998, 546쪽
92. ↑  Appleman 1998, 603쪽
93. ↑  Bowers, Hammong & MacGarrigle 2005, 113쪽
94. ↑  Bowers, Hammong & MacGarrigle 2005, 155쪽
95. ↑  Appleman 1998, 572쪽